# Peder Wallenberg
För andra med liknande namn, se Peter Wallenberg.
Peder Gustav Edvard Clarence Sager Wallenberg, ursprungligen Sager, född 2 juli 1935 i Jakobs församling i Stockholm, är en svensk arkitekt, affärsman och grundare av stiftelsen Carpe Vitam. 
Peder Wallenberg föddes som son i äktenskapet mellan John-Henry Sager och hans hustru Madeleine, ogift Sörensen, och adopterades 1975 av sin biologiske far finansmannen Jacob Wallenberg. Peder Wallenberg hade ett par styrelseposter inom några av faderns bolag, när denne levde, men ställdes i övrigt utanför ledningen av Wallenbergsfären, i synnerhet sedan han fått ut sitt arv. Han är arkitekt SAR/MSA.
Han var gift första gången 1966–1972 med sjukgymnasten Elisabeth Lagerfelt (1941–2025), andra gången 1980–1986 med Ann-Christine Magnusson (1951–2019)  och tredje gången 1987 med Helena Högkvist (född 1962). Han har åtta barn.